# Pribreschnoje (Kaliningrad, Gurjewsk)
Pribreschnoje (russisch Прибрежное, deutsch Palmburg) ist ein Ort in der russischen Oblast Kaliningrad. Er gehört zur kommunalen Selbstverwaltungseinheit Stadtkreis Gurjewsk (Neuhausen) im Rajon Gurjewsk.

## Geographische Lage
Pribreschnoje liegt am südöstlichen Rand des Leningrader Rajon, dem nordöstlichen Stadtbezirk Kaliningrads (Königsberg) und umfasst das Gebiet zwischen dem Neuen Pregel (russisch: Nowaja Pregolja) und der Föderalstraße A229 (ehemalige deutsche Reichsstraße 1, heute auch Europastraßen 28 und 77). Bis zum Stadtzentrum der Oblasthauptstadt sind es sechs Kilometer. Am nördlichen Ortsrand zweigt die Kommunalstraße 27K-070 nach Dobrino an der Regionalstraße 27A-024 (ex A190) ab. Eine Bahnanbindung ist für Pribreschnoje über Kaliningrad gegeben.

## Geschichte
Bei dem bis 1946 Palmburg genannten Ort handelte es sich um ein Gut mit Siedlung. Am 5. Oktober 1905 wurde der Gutsbezirk Palmburg aus den Parzellen der Pregelwiesen (früher Kalthof, russisch: Rischskoje) und der Landgemeinde Devau (russisch ebenfalls: Rischskoje) sowie dem Gut Palmburg des Gutsbezirks Kalthof gebildet. Er gehörte zum Amtsbezirk Liep (russisch: Oktjabrskoje) und lag im Landkreis Königsberg (Preußen) im Regierungsbezirk Königsberg der preußischen Provinz Ostpreußen. 1910 wurden in Palmburg 43 Einwohner registriert.
Am 16. Juni 1927 schloss sich der Gutsbezirk Palmburg mit Teilen der Nachbargemeinden Lauth (russisch: Bolschoje Issakowo), Lapsau (Saosjorje) und Liep (Oktjabrskoje) zur neuen Landgemeinde Palmburg zusammen. Bereits am 2. Dezember 1927 wechselte die neu formierte Gemeinde Palmburg in den Amtsbezirk Lauth (Bolschoje Issakowo).
Noch einmal vergrößerte sich Palmburg, als am 15. November 1928 das Vorwerk Wangnicken (Saosjorje) eingemeindet wurde. Die Einwohnerzahlen kletterten bis 1933 auf 676 und bis 1939 auf 766.
Am 1. April 1939 veränderte sich die Zugehörigkeit Palmburgs erneut: das Dorf wurde in den Amtsbezirk Arnau (russisch: Rodniki) umgegliedert, der nun zum Landkreis Samland rechnete.
Infolge des Zweiten Weltkrieges kam Palmburg mit dem nördlichen Ostpreußen zur Sowjetunion. Im Jahr 1947 erhielt der Ort die russische Bezeichnung Pribreschnoje ("am Ufer (des Pregels) gelegener Ort") und wurde gleichzeitig dem Dorfsowjet Saosjorski selski Sowet im Rajon Gurjewsk zugeordnet. Später gelangte der Ort in den Nisowski selski Sowet. Von 2008 bis 2013 gehörte Pribreschnoje zur Landgemeinde Nisowskoje selskoje posselenije und seither zum Stadtkreis Gurjewsk.

## Kirche
Palmburgs Bevölkerung war vor 1945 fast ausnahmslos evangelischer Konfession. Das Dorf war in das Kirchspiel Neuhausen (russisch: Gurjewsk) eingepfarrt und gehörte zum Kirchenkreis Königsberg-Land II in der Kirchenprovinz Ostpreußen der Kirche der Altpreußischen Union. Letzter deutscher Geistlicher war Pfarrer Herbert Schott.
Heute liegt Pribreschnoje im Einzugsbereich der evangelisch-lutherischen Auferstehungskirche in Kaliningrad (Königsberg) innerhalb der Propstei Kaliningrad der Evangelisch-lutherischen Kirche Europäisches Russland (ELKER).